# ابراهیم ایرج‌زاد
ابراهیم ایرج‌زاد (زاده ۲۸ تیر ۱۳۶۰ در مشهد) کارگردان سینمای ایران است.

## زندگی‌نامه
ابراهیم ایرج زاد در سال ۱۳۷۶ با ورود به هنرستان سوره مشهد و تحصیل در رشته کارگردانی سینما راهش را برای ورود به سینما آغاز کرد که با عضویت و فعالیت در انجمن سینمای جوانان مشهد نیز همراه شد. در سال ۱۳۸۰ وارد دانشگاه سوره شد و همزمان با تحصیل به صورت حرفه ای در سینمای ایران مشغول به فعالیت شد تا اینکه در سال ۱۳۸۵در رشته کارگردانی سینما فارغ‌التحصیل شد. هفت فیلم کوتاه و دو فیلم سینمایی حاصل کارنامه کاری او تا به امروز است.

## کارنامه کارگردانی
تابستان داغ
ایرج زاد اولین فیلم بلند سینمایی خود را در تیرماه سال ۱۳۹۵ با نام تابستان داغ مقابل دوربین برد. تابستان داغ در همان سال به بخش مسابقه سی و پنجمین جشنواره فیلم فجر راه پیدا کرد و با نامزدی در ۱۳ رشته رکورد دار جشنواره فجر شد. از جمله نامزد دریافت سیمرغ بلورین بهترین کارگردانی فیلم شد و فیلم تابستان داغ توانست سیمرغ بهترین فیلمبرداری و تدوین را از آن خود کند. و در بخش جهانی ابتدا به بخش مسابقه فیلم (ایمپکت) بیست و هشتمین دوره جشنواره فیلم استکهلم راه یافت و کاندیدای بهترین فیلم در این بخش شد. به شانزدهمین دوره فستیوال فیلم داکا راه یافت و جایزه بهترین بازیگر زن به صورت مشترک به بازیگران زن فیلم تابستان داغ (پری ناز ایزدیار و مینا ساداتی) تعلق گرفت. در حضور سوم جهانی تابستان داغ به بخش مسابقه هشتمین دوره فستیوال فیلم پکن راه یافت و تندیس بهترین بازیگر نقش مکمل زن را دریافت نمود.
عنکبوت
دومین فیلم سینمایی ابراهیم ایرج زاد در سال ۱۳۹۸ به نام "عنکبوت (فیلم ۱۳۹۸) " و بر اساس زندگی قاتل زنجیره ایی زنان خیابانی مشهد سعید حنایی ساخته شد. فیلم سینمایی «عنکبوت» به کارگردانی ابراهیم ایرج زاد در نخستین حضور جهانی‌اش در جشنواره بوسان ۲۰۲۰ در بخش پنجره‌ای به سینمای آسیا به نمایش درآمد. همچنین فیلم سینمایی «عنکبوت» به عنوان یکی از ۱۴ فیلم حاضر در بخش رقابتی جشنواره فیلم‌های آسیایی  «اوساکا» در کشور ژاپن انتخاب شد.
شوهر ستاره
سومین فیلم سینمایی ابراهیم ایرج زاد در سال ۱۴۰۳ که در چهل و سومین دوره جشنواره فیلم فجر حضور دارد.
فیلم‌های کوتاه
ابراهیم ایرج زاد پیش از ساخت اولین فیلم بلند داستانی خود، هفت فیلم کوتاه در کارنامه کارگردانی خویش به ثبت رسانیده‌است.
- عشق یک روایت غمگین

اولین فیلم کوتاه داستانی وی با عنوان «عشق یک روایت غمگین» با اقتباس از یکی از داستانهای کوتاه ایتالو کالوینو در سال۸۴ جلوی دوربین رفت، که در جشن خانه سینما در سال۸۵ کاندیدای دریافت تندیس بهترین فیلم کوتاه شد. در جشنواره بین‌المللی فیلم کوتاه تهران در همان سال کاندیدای بهترین کارگردانی گردید و تندیس بهترین تصویر و تدوین را از آن خود کرد. در جشنواره فیلم رضوی جایزه بهترین کارگردانی و موسیقی فیلم به این فیلم کوتاه تعلق گرفت و نیز و در جشنواره فیلم دانشجویی سوره- سایه تندیس بهترین کارگردانی را دریافت نمود.
- می‌شه  فقط به دستهای ما نگاه کنید

ایرج زاد در اولین همکاری خود با انجمن سینمای جوان، در سال ۸۶، یک فیلم کوتاه سه دقیقه ای به نام«میشه فقط به دستهای ما نگاه کنید» را با موضوع معلولان و اشتغال ساخت.
- چند کیلومتر دورتر

فیلم کوتاه داستانی «چند کیلومتر دورتر» را در سال ۹۱ جلوی دوربین برد. این فیلم اقتباسی از یکی از داستانهای کوتاه یوریک کریم مسیحی است که در همان سال جایزه ویژه هیئت داوران جشنواره رأفت مشهد را از آن خود کرد. در فستیوال فیلم کوتاه حسنات تقدیر شد و در جشنواره فیلم کوتاه مستقل خورشید لوح تقدیر گرفت. این اثر در چندین فستیوال بین‌المللی به نمایش درآمد که فستیوالهای رتردام هلند، پتالوما و سینما اینویزیبل آمریکا، فیلم زنان دهلی نو هند، فیلم مستقل پکن چین، جاروی طلایی آنتالیا ترکیه، میدل ایست نو فلورانس ایتالیا، از آن جمله است. این فیلم در در هفته نمایش فیلمهای ایرانی در رم و همچنین در گروه سینمای هنر و تجربه از اوایل مهرماه تا پایان آذر ۹۳ به نمایش درآمد.
- به فاصله یک دیوار

فیلم چهارم که دومین همکاری ایرج زاد با انجمن سینمای جوان محسوب می‌شود، یک فیلم صد ثانیه‌ایست به نام «به فاصله یک دیوار» که در سال ۹۱ ساخته شد.
- زنی پوشیده با گردنبند

در تابستان سال ۱۳۹۲ فیلم پنجم به نام «زنی پوشیده با گردنبند»، بر اساس داستانی از آیدا مرادی آهنی ساخته شد که از جشنواره حسنات جایزه ویژه موزه سینما را گرفت. تندیس بهترین فیلمنامه داستانی را از جشنواره فیلم کوتاه منطقهایی سینمای جوان نیز دریافت کرد و در بخش مسابقه فیلم کوتاه تهران سال ۹۲ به نمایش درآمد و در گروه هنر و تجربه اکران شد.
- دوچرخه‌ها، پدرها، سیگارها

درشهریور سال ۹۳ سومین همکاری اش با انجمن سینمای جوان صورت گرفت که حاصل آن فیلم کوتاه «دوچرخه‌ها، پدرها، سیگارها» بر اساس داستانی از ریموند کارور شد، که به ترتیب به بخش مسابقه جشنواره بین‌المللی فیلم کودک اصفهان، فیلم کوتاه تهران و فیلم رشد راه پیدا کرد و در جشنواره بین‌المللی فیلم رشد همان سال موفق به دریافت تندیس زرین بهترین فیلم کوتاه داستانی شد و نیز برنده تندیس جشنواره و جایزه دوم بهترین فیلم داستانی از جشنواره سلامت سال ۹۵ شد.
- نیستان

فیلم کوتاه داستانی «نیستان» با اقتباس از داستان مجید قیصری، اوایل سال ۹۵ ساخته شد که به بخش مسابقه جشنواره فیلم کوتاه تهران ۹۵ راه پیدا کرد و جایزه دوم بهترین فیلم اقتباسی در بخش کتاب و سینما را از آن خود کرد.